# Басманний суд
55°46′15″ пн. ш. 37°39′04″ сх. д. / 55.77072222° пн. ш. 37.65120556° сх. д.
Басманний суд — районний суд Басманного району у Москві.
Будівля суду розташована у Красносільському районі за адресою: 107078, Москва, Каланчовська вулиця, буд. 11.
Басманний суд став відомий у всьому світі проведенням спірних судових процесів, які викликали гостру критику правозахисників та журналистів (як Росії, так і усього світу), щодо системної залежності багатьох російських судів від влади.
Від назви суду та судових процесів, рішення у яких однозначно приймаються на замовлення влади (зокрема, за справою Михайла Ходорковського), виникло поняття «Басманне судочинство» (рос. «Басманное правосудие»), яке з 2003 року використовується як негативна оцінка системи судочинства путінської Росії.